# Дворец Каррарези
Реджия Каррарезе (итал. Reggia Carrarese) — комплекс зданий, построенных семейством Каррарези, сеньорами Падуи, внутри средневековых стен города в качестве своей резиденции. Строительство дворца было начато в начале XIV века и завершено в 1343 году.
Строения дворца сохранились фрагментарно, среди сохранившихся:
- Лоджия Каррарези, ныне в ней расположена Академия Галилея на виа Академия;
- часть стен дворца использованы при строительстве зданий возле лоджии и во дворе за аркой Валарессо;
- руины стен на виа Академия и виа Фригимелика;
- Зал Гигантов, хорошо сохранившийся и пристроенный к дворцу Ливиано, был торжественным залом, в котором сеньоры Падуи проводили приемы[1].

Нынешняя площадь Капитаниато была древним плацем Королевского дворца.

## История
Планы строительства дворца появились у Убертино да Каррара, начиная с 1338 года, когда семья Каррарези утвердила свою власть в городе. Комплекс строений располагался на пространстве между Кафедральным собором, площадью Пьяцца деи Синьори, церковью Сан-Николо. Окруженный зубчатыми стенами с башнями, дворец был соединен с городскими стенами 186-метровым надземным переходом, опиравшимся на двадцать восемь арок, высотой 9 метров и шириной 3 метра, снесенным в 1777 году. Внутри дворцового комплекса, помимо жилых помещений, находились административные помещения, канцелярия, конюшни, гауптвахты, кухни и места для собраний. Палаццо ди Поненте (западный дворец) 1343 года, в котором располагалась резиденция сеньора города, имел общий большой внутренний двор с портиком и колоннами с Палаццо ди Леванте (восточный дворец), предназначенным для женщин. Большой известностью пользовалась библиотека Франческо да Каррара Старшего, полная драгоценных иллюстрированных томов, к которой по завещанию была добавлена часть частной библиотеки Франческо Петрарки. Джан Галеаццо Висконти, во время противостояния с Каррарези, завладел библиотекой, отвез ее в Павию, откуда она перешла к семье Сфорца, а в 1499 году Людовик XII привез во Францию многие тома, где они до сих пор хранятся в Национальной библиотеке в Париже. Сегодня дворец выглядит очень фрагментарным после заметных увечий и разрушений, произошедших на протяжении веков.

## Интерьеры

### Зал гигантов
Верхние лоджии внутреннего двора вели к двум главным парадным залам дворца Каррарези: Фиванскому залу, и более новому и большому Залу гигантов (Sala dei Giganti). Зал является частью названного в честь Тита Ливия Дворца Ливиано, где теперь размещается факультет литературы и философии Падуанского университета; попасть в него можно по левой лестнице у входа в Ливиано. Своё название зал получил благодаря сюжетам украшавших его фресок. В XIV веке помещение имело название Зал героев. По предложению Петрарки на фресках были изображены прославленные люди, к числу которых в 1374 году после смерти был причислен и сам поэт. Зал был уничтожен пожаром в начале XVI века и при восстановлении был украшен новым циклом фресок, выполненным в 1539—1541 годах Доменико Кампаньолой и художниками падуанской школы, которые также выбрали тему прославления героев, особо выделив Петрарку. 
Помещение использовалось в качестве места проведения общественных собраний, а с 1629 по 1912 год здесь располагалась университетская библиотека. После реставрации, законченной в 2001 году, в Зале гигантов стали вновь проводить концерты и другие мероприятия.

### Капелла
На первом этаже дворца можно посетить частично сохранившуюся капеллу, построенную в 1354 году, когда через Падую проезжал будущий император Карл IV. Капелла была расписана в куртуазных тонах художником Гуариенто ди Арпо, ставшим придворным живописцем, со сценами, взятыми из Ветхого Завета; выделяется сцена обезглавливания Олоферна, в которой героиня притчи Юдифь изображена молодой женщиной, одетой в пелланду, драгоценное придворное платье XIV века, подбитое мехом, с горностаевым хвостом на поясе, с аккуратной прической и украшенной сеткой для волос. с жемчугом и лентами. Сейчас это помещение является Залом заседаний Галилейской академии наук, литературы и искусств. Вместе со знаменитой Капеллой Скровеньи капелла дворца Каррарези включена в Список Всемирного наследия ЮНЕСКО, как образец проторенессансных фресок Падуи XIV века.